# Daniel Gowing
Daniel Gowing (Auckland, 18 de mayo de 1971) es un deportista neozelandés que compitió en judo. Ganó cinco medallas en el Campeonato de Oceanía de Judo entre los años 1992 y 2000.

## Palmarés internacional
| Campeonato de Oceanía | Campeonato de Oceanía      | Campeonato de Oceanía | Campeonato de Oceanía |
| Año                   | Lugar                      | Medalla               | Categoría             |
| --------------------- | -------------------------- | --------------------- | --------------------- |
| 1992                  | Wellington (Nueva Zelanda) | Medalla de plata      | –95 kg                |
| 1992                  | Wellington (Nueva Zelanda) | Medalla de bronce     | Abierta               |
| 1994                  | Sídney (Australia)         | Medalla de oro        | –95 kg                |
| 1998                  | Apia (Samoa)               | Medalla de oro        | –100 kg               |
| 2000                  | Sídney (Australia)         | Medalla de oro        | –100 kg               |